# Nossa Senhora do Sinal

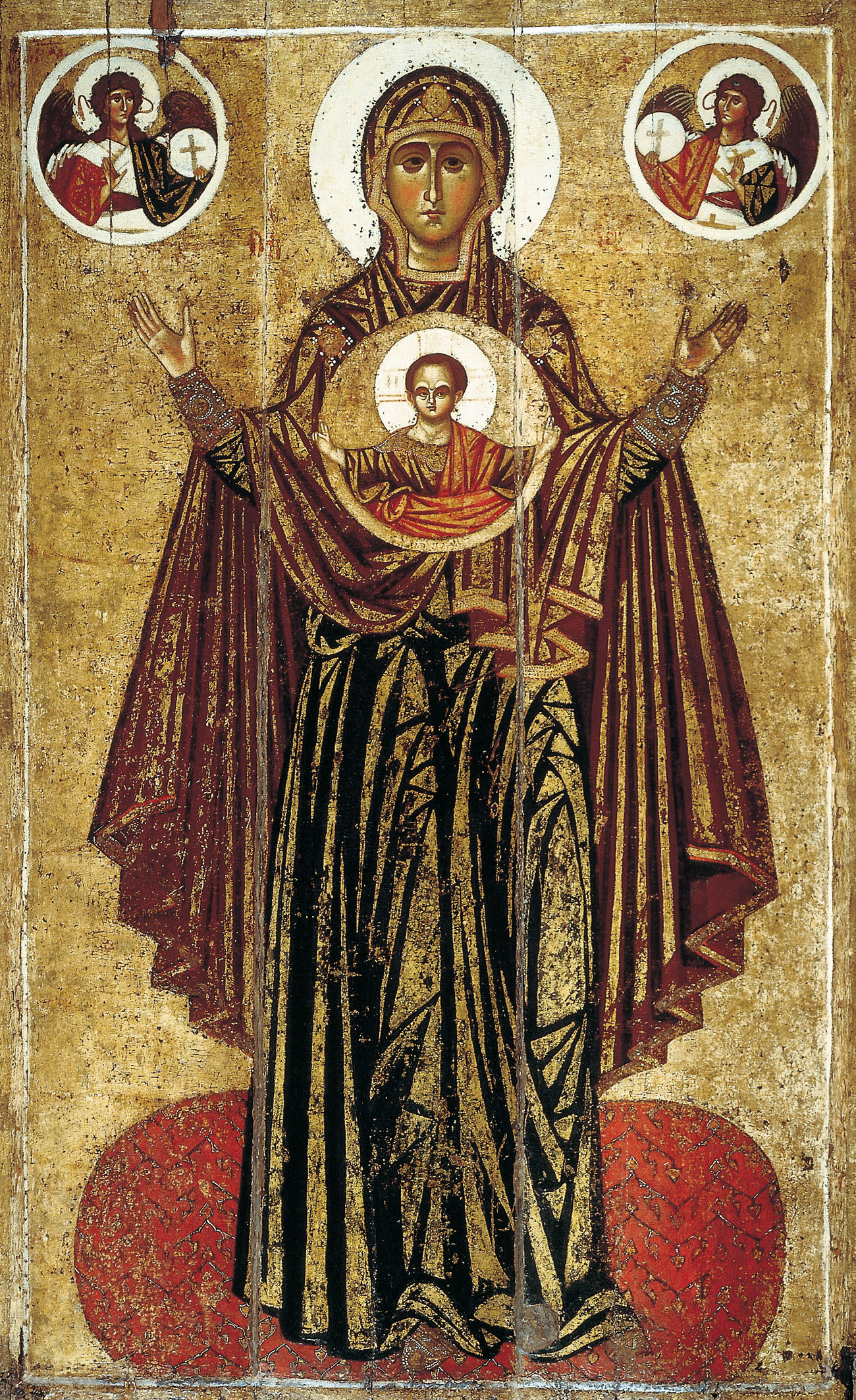
Ícone do século XIII de Nossa Senhora do Signo de Yaroslavl (Kiev School, ca. 1114. Galeria Tretiakov, Moscou).

O ícone de Nossa Senhora do Sinal (em grego:  Panagia or Παναγία Ορωμένη or Παναγία Πλατυτέρα; em antigo eslavo eclesiástico:  Ikona Bozhey Materi "Znamenie"; em polonês/polaco:  Ikona Bogurodzicy "Znak") é o termo para um tipo específico de ícone da Theotokos (Virgem Maria), voltado diretamente para o espectador, retratado de corpo inteiro ou meio, com as mãos levantadas na posição orans e com a imagem do Menino Jesus retratada em um auréola redonda sobre o peito.

## Iconografia

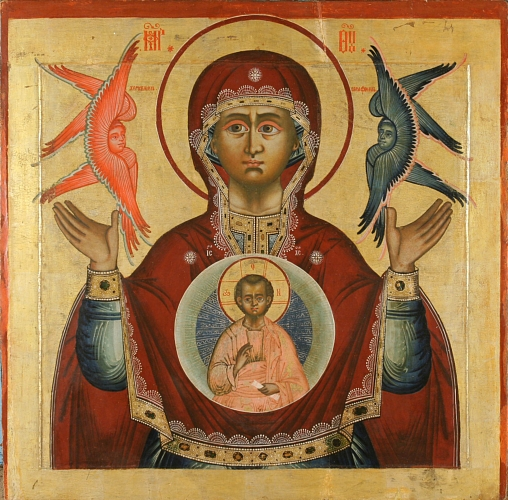
Nossa Senhora do Sinal (século XVIII, iconóstase da Igreja da Transfiguração, mosteiro de Kizhi, Carélia, Rússia).

O ícone representa Theotokos durante a Anunciação no momento de dizer: "Faça-se em mim segundo a sua palavra". (Lucas 1,38). A imagem do menino Jesus representa-o no momento da sua concepção no seio da Virgem. Ele é retratado não como um feto, mas sim vestido com vestes divinas, e muitas vezes segurando um pergaminho, símbolo de seu papel como professor. Às vezes, suas vestes são douradas ou brancas, simbolizando a glória divina; às vezes eles são azuis e vermelhos, simbolizando as duas naturezas de Cristo (ver Cristologia). Seu rosto é retratado como o de um homem velho, indicando o ensino cristão de que ele era ao mesmo tempo uma criança totalmente humana e totalmente o Deus eterno, um pessoa da Trindade. Sua mão direita está levantada em bênção.
O termo Virgem do Sinal ou Nossa Senhora do Sinal é uma referência à profecia de Isaías 7,14 : “Portanto o Senhor mesmo vos dará um sinal; eis que uma virgem conceberá, dará à luz um filho e chamará seu nome Emanuel". Essa imagem é frequentemente colocada na abside do santuário de uma igreja ortodoxa acima da Mesa Sagrada (altar).
Como acontece com a maioria dos ícones ortodoxos de Maria, as letras ΜΡ ΘΥ (abreviação de ΜΗΤΗΡ ΘΕΟΥ, "Mãe de Deus") são geralmente colocadas no canto superior esquerdo e direito da cabeça da Virgem Maria.
Esse tipo de ícone também é chamado às vezes de Platytéra (grego: Πλατυτάα, literalmente mais largo ou mais espaçoso); poeticamente, ao conter o Criador do Universo em seu ventre, Maria se tornou Platytera ton ouranon (Πλατυτάα των Ουρανών): "Mais espaçosa que os céus". O Platytéra é tradicionalmente representado na meia-cúpula que fica acima do altar. É visível no alto, acima da iconóstase, e voltado para baixo ao longo da nave da igreja. Esta representação em particular geralmente tem um fundo azul escuro, geralmente adornado por estrelas douradas.

## História
A representação da Virgem Maria com as mãos levantadas em oração ("orans") é de origem muito antiga na arte cristã. No mausoléu de Santa Inês em Roma, há uma representação datada do século IV, que retrata Theotokos com as mãos levantadas em oração e o menino Jesus sentado sobre seus joelhos. Existe também um antigo ícone bizantino da Mãe de Deus "Nikopea" do século VI, onde a Virgem Maria é representada sentada sobre um trono e segurando nas mãos um escudo oval com a imagem de "Emanuel".
Os ícones da Virgem, conhecidos como "O Sinal", apareceram na Rússia durante os séculos XI a XII. O ícone de Novgorod Znamenie tornou-se altamente venerado na República de Novgorod por causa do que os cristãos ortodoxos acreditam ser a libertação milagrosa de Novgorod da invasão no ano de 1170.

## Veneração

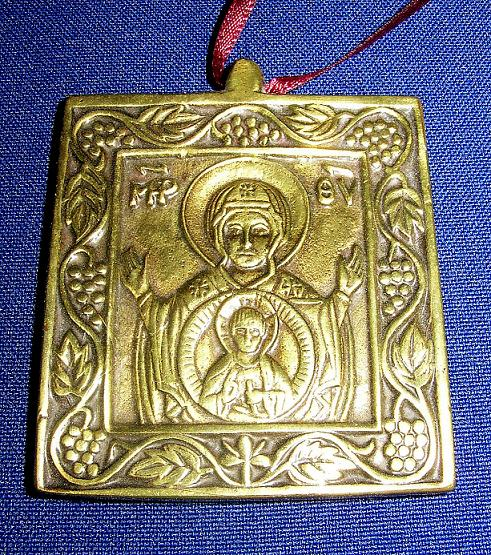
Bronze de estilo bizantino do século XVIII de Nossa Senhora do Sinal de Jerusalém, mostrando a Maria, a mãe de Jesus na posição de "Orans".

Há vários dias de festa diferentes durante o ano litúrgico que comemoram Nossa Senhora do Sinal. A festa principal é no dia 27 de novembro. Outros dias de festa normalmente comemoram cópias específicas do ícone ao qual o poder milagroso foi atribuído pela Igreja Ortodoxa. Muitos deles têm títulos especiais que ajudam a distingui-los. Alguns dos ícones têm mais de um dia de festa. As contas de várias delas podem ser encontradas nas lingações externas, abaixo.
- 8 de março - "Raiz Kursk"
- 20 de julho - "Chukhloma" e "Abalaka"
- 24 de setembro - ícone "Mirozh"
- 9 de novembro - "Quick to Hear" (grego: Γοργοεπήκοος, Gorgoepēkoos, ela que responde prontamente às súplicas)
- 27 de novembro - Ícone choroso em Novgorod, "Tsarskoe Selo", " Kursk-Root ", "Seraphim-Ponetaevka" e "Abalaka"

Entre as variantes mais famosas deste gênero estão os Ícones da Mãe de Deus de Abalatsk, Kursk-Root, Mirozh, Novgorod, Sankt Petersburg, Tsarskoye Selo e Vologda.
A Igreja de St. Stanislaus Kostka, uma das famosas catedrais polonesas de Chicago, é o lar de um 9 ft (2.7 m) Icônico Monstrance de Nossa Senhora do Sinal como parte do planejado Santuário da Divina Misericórdia que está sendo construído ao lado da igreja. A Monstrance encontra-se dentro da capela de adoração do santuário que será o foco da Adoração Eucarística 24 horas e onde não haverá liturgias ou orações vocais, tanto individuais como em grupo, pois o espaço será estritamente destinado à meditação e contemplação privada.

## ligações externas
- Ícone de Nossa Senhora do Sinal com explicação em Coconut Creek, FL
- Comemoração do Ícone do Choro da Mãe de Deus "do Sinal" em Novgorod
- Ícone da Raiz Kursk da Mãe de Deus "do Signo"
- Ícone da Mãe de Deus "Chukhloma" de Galich
- Ícone da Mãe de Deus "Mirozh"
- Ícone da Mãe de Deus "Rápido para Ouvir"
- Ícone da Mãe de Deus de Abalaka
- Ícone da Mãe de Deus de Tsarskoe Selo
- Ícone da Mãe de Deus "Seraphim-Ponetaevka"
- Bizâncio: fé e poder (1261-1557), um catálogo de exposição do Metropolitan Museum of Art (totalmente disponível online como PDF), que contém material sobre este ícone